# Mário Castrim
Mário Castrim, pseudónimo de Manuel Nunes da Fonseca (Ílhavo, 31 de julho de 1920 - Lisboa, 15 de outubro de 2002), foi um jornalista, poeta, escritor, crítico da televisão e professor português.
Trabalhou no jornal Diário de Lisboa, no semanário Tal & Qual, e na revista para jovens Audácia, dos Missionários Combonianos. Era militante do Partido Comunista Português desde a década de 1940. É considerado o primeiro crítico de televisão em Portugal.
Deixou vasta obra publicada.

## Biografia
Foi casado com a também escritora e jornalista Alice Vieira, 23 mais nova . Conheceram-se quando ela foi trabalhar para o Diário de Lisboa. Após o início da relação, Alice mudou-se para o Diário Popular para evitar conflitos de interesse.
Com Alice, foi pai da jornalista e escritora Catarina Fonseca e de André Fonseca, professor universitário.

## Obras

### Obras para crianças e jovens
- Nasceu para Lutar (1964);
- Histórias Com Juízo (1969);
- As Mil Noites (1970) - adaptação;
- O Cavalo do Lenço Amarelo é Perigoso (1974);
- Estas São as Letras (1977);
- A Caminho de Fátima (1992);
- Váril, o herói (1993);
- O Caso da Rua Jau (1994);
- O Lugar do Televisor (3 vols., com as crónicas que publicou na revista Audácia)[3] (1996);
- A Girafa Gira-Gira (9 vols.) (2001);
- A Moeda do Sol (2006).

### Teatro
- Com os Fantasmas Não se Brinca (1987);
- Contar e Cardar (2002).

### Poesia
- Viagens (1977);
- Nome de Flor (1979);
- Do Livro dos Salmos (2007).

### Ensaio e crónica
- Televisão e Censura (1996);
- Histórias da Televisão Portuguesa (1997).